# Блэк-Д’Элиа, София
Софи́я Блэк-Д’Э́лиа (англ. Sofia Black D'Elia, род. 23 декабря 1991) — американская актриса. Она выросла в Нью-Джерси и в семнадцатилетнем возрасте начала свою карьеру со второстепенной роли в дневной мыльной опере ABC «Все мои дети».
Блэк-Д’Элиа получила первую известность в 2011 году, благодаря роли в недолго просуществовавшем сериале MTV «Молокососы», ремейке одноимённого британского шоу. После его закрытия она имела второстепенные роли в сериалах «Сплетница» и «Измена», а также главную в фильме «Континуум». В 2015 году Блэк-Д’Элиа исполнила одну из центральных ролей в провальном сериале The CW «Посланники». С начала 2017 года снимается в комедийном сериале «Мик», где играет одну из главных ролей.

## Фильмография
| Год  | Название на русском | Название на английском | Роль   | Примечания             |
| ---- | ------------------- | ---------------------- | ------ | ---------------------- |
| 2012 | Некая дорога        | Somewhere Road         | Эрика  | Короткометражный фильм |
| 2013 | Роковая страсть     | The Immigrant          | Магда  |                        |
| 2013 | Порождённый войной  | Born of War            | Мина   |                        |
| 2015 | Континуум           | Project Almanac        | Джесси |                        |
| 2015 | Вирус               | Viral                  | Эмма   |                        |
| 2016 | Бен-Гур             | Ben-Hur                | Тирза  |                        |

| Год       | Название на русском     | Название на английском | Роль                 | Примечания                   |
| --------- | ----------------------- | ---------------------- | -------------------- | ---------------------------- |
| 2009—2010 | Все мои дети            | All My Children        | Бэйли Уэллс          | Второстепенная роль          |
| 2011      | Молокососы              | Skins                  | Тиа Марвелли         | Регулярная роль, 10 эпизодов |
| 2012      | Сплетница               | Gossip Girl            | Наташа «Сейдж» Спенс | 9 эпизодов                   |
| 2013      | Измена                  | Betrayal               | Джулс Уитман         | 4 эпизода                    |
| 2013      | Уголовное правосудие    | Criminal Justice       | Андреа               | Пилот                        |
| 2015      | Посланники              | The Messengers         | Эрин Коннорс         | Регулярная роль, 13 эпизодов |
| 2016      | Однажды ночью           | The Night of           | Андреа               | 1 эпизод                     |
| 2017      | Мик                     | The Mick               | Сабрина Пембертон    | Регулярная роль, 22 эпизода  |
| 2020      | Ваша честь              | Your Honor             | Френни               | Регулярная роль, 10 эпизодов |
| 2022      | Одинокая пьяная женщина | Single Drunk Female    | Саманта Финк         | Главная роль                 |